# کانگ سانگ-وو
این یک نام کره‌ای است؛ نام خانوادگی کانگ است.
کانگ سانگ-وو (انگلیسی: Kang Sang-woo؛ زادهٔ ۷ اکتبر ۱۹۹۳) بازیکن فوتبال اهل کره جنوبی است.
از باشگاه‌هایی که در آن بازی کرده‌است می‌توان به باشگاه فوتبال پوهانگ استیلرز و باشگاه فوتبال بیجینگ گوان اشاره کرد.
وی همچنین در تیم‌های ملی فوتبال زیر ۲۰ سال و زیر ۲۳ سال کره جنوبی و بزرگسالان کره جنوبی بازی کرده‌است.